# Kontrola s razaranjem
Kontrola s razaranjem (kratica: KSR) je takav postupak ispitivanja materijala gdje dolazi do oštećenja materijala koji se ispituje. Metode kontrole s razaranjem obično se provode na zavarima pri certifikaciji postupaka zavarivanja, ali se često provode i nakon izvođenja zavara na proizvodima i konstrukcijama iz pogona (npr. "nastavne pločice" kod kružnih zavara na plaštu vagonske cisterne, tlačna proba s razaranjem u proizvodnji propan/butan boca za domaćinstva i dr.).
Metode kontrole s razaranjem su: 
- vlačno ispitivanje na kidalici (najčešće se traže granica razvlačenja, vlačna čvrstoća, prekidna čvrstoća, kontrakcija i izduženje, ali se mogu tražiti i neka druga svojstva),
- mjerenja tvrdoće (tvrdoća po Brinellu, tvrdoća po Vickersu, tvrdoća po Rockwellu, tvrdoća po Shoreu, Mohsova ljestvica tvrdoće, Poldijeva metoda, sklerometar ili Schmidtov čekić, ispitivanje mikrotvrdoće po Knoopu, ispitivanje mikrotvrdoće po Grozdinskom),
- ispitivanje udarne žilavosti (Charpyjevo klatno, ispitivanje udarnog rada loma po Izodu, temperatura nulte duktilnosti po Pelliniju, sinamička sila loma po Bruggeru, tehnološka ispitivanja udarom),
- ispitivanja iz područja mehanike loma (COD, CTOD, JIC, KIC),
- različita korozijska ispitivanja (opća korozija, korozija uz naprezanje pri djelovanju različitih agresivnih medija, rupičasta korozija ili pitting, selektivna korozija),
- različita statička i dinamička ispitivanja (puzanje, ispitivanje dinamičke izdržljivosti, umor materijala),
- tlačne probe s razaranjem (ispitivanje na uvijanje ili torziju, ispitivanje savijanjem, ispitivanje na smicanje ili odrez)
- različite radioničke probe i probe zavarljivosti (ispitivanje limova i traka izvlačenjem, ispitivanje limova i traka savijanjem, ispitivanje limova i traka uvijanjem, ispitivanje cijevi proširivanjem, ispitivanje cijevi priljubljivanjem, ispitivanje cijevi savijanjem, ispitivanje cijevi spljoštavanjem, ispitivanje cijevi razvlačenjem prstena do loma, ispitivanje cijevi izvijanjem, ispitivanje žice previjanjem, ispitivanje zavarenih spojeva),
- ispitivanja sadržaja kemijskih elemenata (kemijska metoda na temelju strugotine metala, spektroskopija),
- metalografska ispitivanja.[2]